# The Next Step (Canadese televisieserie)
The Next Step is een Canadese Gescripte realityserie/dramaserie over competitieve dansers bedacht door Frank van Keeken. Op 8 maart 2013 werd de serie op Family Channel voor het eerst uitgezonden. De première trok het grootste aantal kijkers van alle series op de zender. De opnames vonden plaats in Toronto.
In Nederland had de serie haar première op 24 maart 2014 op Nickelodeon, in datzelfde jaar begon de serie in België op Teennick. Op 5 juli 2016 ging de serie op Nickelodeon in België in première. In Nederland kwam de serie niet tot het derde seizoen.
Op 21 maart 2016 kondigde Van Keeken op Instagram aan dat er een vijfde seizoen van The Next Step kwam. Dit zou in het voorjaar van 2017 op tv komen.
De serie werd in januari 2018 voor het eerst in de Verenigde Staten van Amerika uitgezonden op Universal Kids die het sindsdien co-produceert.
Op 16 juli 2018 ging het zesde seizoen in het Verenigd Koninkrijk in première. Canada, het land van herkomst, kreeg dit seizoen pas te zien in september dat jaar.
Op 8 januari 2020 ging het zevende seizoen in het Verenigd Koninkrijk in première. 

## Samenvatting verhaal
Een groep dansers van The Next Step Dance Studio wordt gevolgd terwijl zij proberen verschillende dansevenementen te winnen. Drama en liefde spelen een grote rol in de serie. De groep waar het vooral om gaat is A-troupe, de danstroupe die naar de grote competities gaan.

## Seizoen 1
De audities voor A-troupe beginnen en iedereen is enthousiast. Er mogen maar tien dansers in A-troupe. Iedereen auditeert, maar na de audities komt er een nieuw meisje binnen: Michelle. Ze komt uit Wisconsin maar is naar Canada verhuisd. De E-girls, een groep populaire meiden die het in A-troupe voor het zeggen hebben, zijn het hier niet mee eens. Miss Kate, de baas van de studio, laat het toch toe. Ze haalt A-troupe.
Eén E-girl heeft het niet gehaald: Giselle. Emily vindt dat Michelle naar B-troupe (de groep die lager staat dan A-troupe) moet in plaats van Giselle, maar dit wordt niet toegestaan wanneer blijkt dat Michelle "miss nationals soloist America" heeft gewonnen.
Riley wordt uit de E-girls gezet wegens het verbreken van een E-girlregel. Dan wordt ze closer met James, die Riley eerst heel raar vond. James wordt gezien als de clown van de studio en Riley als het onzekere meisje. Ze worden verliefd en worden een koppel. Hun koppelnaam is Jiley.
Michelle, James en Riley beginnen uiteindelijk een protestgroep om Michelle tot dance captain te kunnen benoemen. Na een poos komen Daniel en West er ook bij en de dans mixt alle stijlen van de dansers. Chloe hoort hiervan nadat ze uit de E-girls is gezet. Ze wordt toegelaten en leert de choreografie. Chloe is arm sinds haar vader een paar jaar eerder ziek is geworden en heeft meerdere banen om danslessen te kunnen betalen. Eldon wordt ook gevraagd maar doet niet mee. Michelle wordt dance captain, na een stemronde.
Emily en Stephanie, de laatste E-girls, auditeren voor rivaal Elite. Stephanie wordt niet toegelaten, maar Emily wel, die door Amanda en Lucien worden gebruikt om The Next Step niet te kunnen laten meedoen aan de regionalen. The Next Step komt hierachter en haalt Emily over om terug te komen.
Eldon en Emily worden een koppel, maar als Emily weg is, wordt Eldon verliefd op Michelle. Michelle was al langere tijd verliefd op Eldon. Emily en Eldon krijgen hierdoor een steeds lastigere relatie.
Daniel haalt het niet tot de regionalen door een blessure. Hij had een breuk in zijn voet en probeerde erdoorheen te dansen. Giselle, die aan het begin in B-troupe zat, is teruggekomen nadat Emily bij Elite zat. Door Daniels blessure kon Emily terugkomen naar A-troupe.
Emily en Michelle worden co-captains van A-troupe.
Bij de regionalen wint The Next Step van Elite en ze mogen meedoen aan de Nationalen. Tijdens de finale maken Eldon en Emily het uit en beginnen Michelle en Eldon hun relatie.

## Seizoen 2
Na het winnen van de regionalen wordt er volop gefeest, The Next Step heeft de regionalen al 10 jaar niet meer gewonnen. Emily komt met de mededeling dat het uit is tussen haar en Eldon en dat Eldon nu met Michelle heeft, Michelle schaamt zich hiervoor. Daniel is ook weer terug, de blessure is officieel geheeld volgens de dokter.
De volgende dag zien Michelle, Eldon, James en Riley dat Amanda en Lucien ruzie hebben over het verliezen van de regionalen. Michelle vraagt Amanda om auditie te doen voor het team voor de nationalen. Amanda komt opdagen en er wordt raar naar haar gekeken.
Net voor de audities komt Emily een rare jongen tegen, Hunter (uit Wisconsin). Hij zegt dat hij zijn vriendin komt bezoeken, dit blijkt Michelle te zijn. Eldon wordt jaloers, maar Michelle zegt dat het nooit officieel iets was.
Tiffany en Stephanie halen de audities niet en gaan naar B-troupe. Amanda en Hunter halen dit wel samen met nieuw meisje Thalia.
James wordt gevraagd een duet te doen met Beth (zijn gestoorde ex-vriendin) en ze zoenen. Riley ziet dit en ze gaan uit elkaar. James gaat weer een relatie aan met Beth, maar Riley kan dit niet aanzien. James ergert zich uiteindelijk aan Beth en vraagt aan Riley wat hij moet doen om haar weer terug te winnen. Hij krijgt een lijst met 20 dingen. Hij moet rare dingen doen zoals; Riley's dagboek lezen alsof het van hem was en zijn reanimatiediploma halen, maar boven alles het uitmaken met Beth. Het uitmaken met Beth lukt niet, totdat Beth inziet dat James, Riley leuk vindt.
Daniel wordt niet gekozen voor de solo en is boos, ook zit hij niet bij het duet en de trio. Hij wordt een solo aangeboden door een rivaliserende studio en neemt dit aan.
Emily en Hunter proberen Michelle en Eldon uitelkaar te halen, zodat Emily weer een relatie heeft met Eldon en Hunter en Michelle officieel een stelletje kunnen worden.
Emily en Riley komen erachter dat Amanda nog steeds de dance captain is van Elite en ze er voor moet zorgen dat The Next Step de nationalen niet haalt. Emily en Riley proberen dit tegen te gaan.
Michelle verlaat ook de studio nadat Eldon het uitmaakt, dit komt doordat Eldon een dance battle verloor tegen Hunter. Michelle wil niet met Hunter en begint dansen niet meer leuk te vinden. Michelle probeert met allemaal andere clubjes mee te doen, maar vindt ze niet leuk.
Emily en Riley verzinnen een plan tegen Amanda, Emily moet teruggaan naar het gedrag dat ze vertoonde als E-girl. Het plan mislukt en Emily is geen dance captain meer. Amanda wordt dance captain, uiteindelijk helpt Chloe Amanda te ontmaskeren.
Michelle komt terug naar de studio, wordt weer dance captain met Emily en krijgt de solo van haar categorie, maar ze voelt zich er niet klaar voor. Eldon die ook een solo heeft geeft Michelle hoop en ze besluiten vrienden te worden.
The Next Step haalt de nationalen, waar Elite ook is door een andere regionalen te winnen. Ook moeten ze tegen de beruchte LOD (Life of Dance). Tijdens de nationalen verslaat Michelle Amanda in de soloronde voor meiden. Ze wordt ook "Female nationals soloist Canada" en wordt de eerste in lange tijd die dit 2 keer haalt, maar wel in verschillende landen.
Tijdens de halve finale raakt Emily geblesseerd en The Next Step komt tegen LOD te staan. Op dit moment snappen ze ook de bijnaam van LOD: Ladies of Destruction, het team bestaat ook uit 11 meiden en 1 jongen om door de mannensoloronde te komen. Ze moeten zich terugtrekken, want ze hebben nog maar 9 dansers en ze hebben er 10 nodig.
Amanda zegt dat het blijkt dat ze nog mee kan doen met The Next Step in de finale, omdat ze bij beide studio's staat ingeschreven. Ze wil dit doen omdat ze Lucien en Elite niet meer vertrouwt. Dit mag, met een boze reactie van Lucien en The Next Step wint.
Als ze terug komen blijkt het dat ze uit het gebouw worden gezet. The Next Step kan misschien niet naar de wereldkampioenschappen competitief dansen. Lucien komt met een voorstel, maar het is onduidelijk of ze hem kunnen vertrouwen.

## Rolbezetting

### Hoofdpersonages
- Alexandra Beaton als Emily
- Victoria Baldesarra als Michelle
- Brittany Raymond als Riley
- Trevor Flannagan-Tordjman als James
- Isaac Lupien als Eldon
- Brennan Clost als Daniel
- Samantha Grecchi als Stephanie
- Lamar Johnson als West
- Jennifer Pappas als Chloe
- Tamina Pollack-Paris als Tiffany
- Jordan Clark als Giselle
- Zac Vran als Hunter (Seizoen 2)
- Taveeta Szymanowicz als Thalia (Seizoen 2)
- Logan Fabbro als Amanda

(Seizoen 3)
- Briar Nolet als Richelle
- Myles Erlick als Noah
- Cierra Healey als Cierra
- Skylar Healey als Skylar

### Nevenpersonages
- Bree Wasylenko als Kate
- Shamier Anderson als Chris (Seizoen 1, seizoen 2 alleen gastrol).
- Megan Mackenzie als Beth
- Natalie Krill als Phoebe (Seizoen 2)
- Allain Lupien als Lucien

## Geschiedenis
Het filmen voor het eerste seizoen ging van start op 12 juli 2012 in Canada, Toronto. Seizoen 1 ging in première op 8 maart 2013. Op 9 april 2013 gaf Family Channel het groene licht dat er een tweede seizoen mag komen. Het filmen begon 24 juli 2013 en ging in première op 7 maart 2014. Op 8 april 2014 heeft Frank Van Keeken (de maker van de serie) aangekondigd dat er een derde seizoen zal komen, seizoen 3 ging 16 maart 2015 in première. Op 16 april 2015 is seizoen vier aangekondigd, seizoen vier is 15 februari 2016 op tv gekomen.
In Nederland is de serie nooit tot seizoen 3 gekomen.

## Afleveringen
| Seizoen | Afleveringen | Uitgezonden (Family Channel) | Uitgezonden (Family Channel) | Uitgezonden (Nickelodeon) | Uitgezonden (Nickelodeon) | Uitgezonden (Nickelodeon) | Uitgezonden (Nickelodeon) |
| Seizoen | Afleveringen | Start seizoen                | Seizoensfinale               | Start seizoen             | Seizoensfinale            | Start seizoen             | Seizoensfinale            |
| ------- | ------------ | ---------------------------- | ---------------------------- | ------------------------- | ------------------------- | ------------------------- | ------------------------- |
| 1       | 30           | 8 maart 2013                 | 3 januari 2014               | 24 maart 2014             | 2 mei 2014                | 5 juli 2016               | 12 augustus 2016          |
| 2       | 34           | 7 maart 2014                 | 2 januari 2015               | januari 2015              | februari 2015             | 2016                      | 2016                      |
| 3       | 30           | 16 maart 2015                | 11 december 2015             | Nooit aan toe gekomen     | Nooit aan toe gekomen     | 2017                      | 2017                      |
| 4       | 40           | 16 februari 2016             | 12 mei 2017                  | Onbekend                  | Onbekend                  | Onbekend                  | Onbekend                  |
| 5       | 20           | 26 mei 2017                  | 13 december 2017             | Onbekend                  | Onbekend                  | Onbekend                  | Onbekend                  |
| 6       | 26           | 29 september 2018            | 7 april 2019                 | Onbekend                  | Onbekend                  | Onbekend                  | Onbekend                  |
| Special | 2            | 21 december 2019             | 21 december 2019             | Onbekend                  | Onbekend                  | Onbekend                  | Onbekend                  |
| 7       | 24           | 10 april 2020                | 18 september 2020            | Onbekend                  | Onbekend                  | Onbekend                  | Onbekend                  |
| 8       | Nog bezig    | 26 september 2022            | Nog bezig                    | Onbekend                  | Onbekend                  | Onbekend                  | Onbekend                  |